# Szent Kereszt-templom (Nin)
A Szent Kereszt-templom egy kora középkori római katolikus templom Horvátországban a Zára megyei Nin településen. Mivel egykori nini püspökség központjában állt a világ legkisebb székesegyházának is szokták nevezni. A templom az óhorvát szakrális építészet legértékesebb fennmaradt példája, Nin egyik szimbóluma. Az egyetlen nini templom, amely eredeti formájában maradt fenn.

## Fekvése
A templom Nin központjában a plébániatemplom közelében áll. Elhelyezkedésével és fehér falainak egyszerű szépségével uralja azt a teret ahova építették.

## Leírása
Amint portáljának díszes áthidalóján olvasható, a templomot Godepaj nini zsupán építtette a 9. században. Régebbi római épületekre építették, csaknem 170 középkori sírt találtak és tártak fel körülötte. A múlt században déli szárnyát lebontották, majd rekonstruálták. Az északi oldali apszis palástfalát az utolsó nagyobb műemlékvédelmi munkában, 1969-ben konzerválták és statikai vizsgálatokat végeztek rajta, mely során addig ismeretlen épületrészletek kerültek elő. Felfedezték az oldalapszisok tetején lévő ablakokat, valamint a kupoladobban egy nagyobb ablak nyomait. A munkák során rossz állapota miatt lecserélték az eredeti áthidalót.
A templom négy téglalap alakú szárnyból áll, három apsissal és a szárnyak metszéspontjában kupolával fedett magas kupoladobbal. A bejárat nyugatról nyílik. A tágas belső teret a három félkörös szentély biztosítja, melyek közül a főszentély belső kialakítású, míg a két oldalszentély kiemelkedik a külső falsíkból. Az apszisok boltozatai félkupolák, melyek sarokfülkékre támaszkodnak. Ezek tartják a központi részen a kupoladobot is. Az apszisok ívének közepén, valamint a kupoladob déli részén egy-egy ablak található. A külső fal palástját a felső részeken és a szárnyak oromzataiban, valamint a kupoladob palástját sekély fülkék tagolják. A kupola a templom domináns része, mely kissé szabálytalan ellipszoid alakú és a teteje felé szűkül.
A Szent Kereszt templom a zárai Szent Donát templom mellett e vidék leghíresebb építési emléke. Valószínűleg a leghíresebb preromán horvát templom. Gyakran hívják a világ legkisebb katedrálisának, bár valószínűleg soha nem volt az, csak a nini püspököknek szolgált néha
kápolnaként. Minden vonala szabálytalan, de mégis van benne egy különös összhang. Ez a szabálytalanság némelyek szerint nem az építő tudatlanságából fakad, hanem szándékos munka. Elemzésében Mladen Pejaković akadémiai festőművész, író és tanár egyenesen odáig ment, hogy a szabálytalanságok a nap járásának megfigyeléséből adódnak, így a templom egykor egyfajta naptárként és napóraként szolgált különösen a napéjegyenlőség és a napforduló jelzésére. Ennek alapján tartják meg 2009 óta a templomban a nyár első napján a Nap és a fény ünnepét. A 9. században épült templom alaprajza egyenlőszárú görög keresztre emlékeztet. Érdekesség, hogy méretei minden irányban közel egyformák, a hosszúság, a szélesség és a magasság is.
Likában és Zára környékén egykor sokféle ókeresztény, preromán és kora román stílusú templom volt. Az ország viharos történelme során szinte mindet lerombolták.  Különösen a középkor eseményei és a török háborúk időszaka volt káros az épületek túlélése szempontjából, amikor az egész terület szinte teljesen elhagyatott volt. A régi templomoknak általában nyomuk sem maradt. Ezért különleges és egyedülálló Nin városának e máig is álló kora középkori szakrális épülete.

## Galéria
- A déli homlokzat
- A keleti homlokzat
- A nyugati homlokzat
- A belső tér
- A templom és környezete
- A bejárat